# Lasianthus oblongatus
Lasianthus oblongatus är en måreväxtart som beskrevs av Elmer Drew Merrill. Lasianthus oblongatus ingår i släktet Lasianthus och familjen måreväxter. Inga underarter finns listade i Catalogue of Life.